# Marian Heffernan
Marian Heffernan (* 16. April 1982 in Cork als Marian Andrews) ist eine ehemalige irische Sprinterin, die sich auf den 400-Meter-Lauf spezialisiert hat.

## Sportliche Laufbahn
Erste internationale Erfahrungen sammelte Marian Heffernan im Jahr 2009, als sie bei den Halleneuropameisterschaften in Turin mit 53,92 s im Halbfinale im 400-Meter-Lauf ausschied und mit der irischen 4-mal-400-Meter-Staffel in 3:36,82 min den vierten Platz belegte. Im Jahr darauf schied sie mit der Staffel bei den Europameisterschaften in Barcelona mit 3:30,11 min im Vorlauf aus und 2011 kam sie bei den Halleneuropameisterschaften in Paris mit 54,94 s nicht über den Vorlauf über 400 Meter hinaus. Im September schied sie dann bei den Weltmeisterschaften in Daegu mit 3:27,48 min in der Vorrunde mit der Staffel aus und im Jahr darauf wurde sie bei den Europameisterschaften in Helsinki im Vorlauf wegen eines Wechselfehlers disqualifiziert. Anschließend verpasste sie bei den Olympischen Sommerspielen in London mit 3:30,55 min den Finaleinzug. 2013 beendete sie dann ihre aktive sportliche Karriere im Alter von 31 Jahren.
In den Jahren 2008 und 2009 wurde Heffernan irische Meisterin im 400-Meter-Lauf im Freien sowie 2009 und 2011 in der Halle.

## Persönliche Bestleistungen
- 400 Meter: 53,10 s, 7. August 2011 in Dublin
  - 400 Meter (Halle): 53,92 s, 6. März 2009 in Turin

## Persönliches
Heffernan ist mit dem irischen Geher Robert Heffernan verheiratet und hat mit ihm einen gemeinsamen Sohn, Cathal Heffernan, der als Fußballspieler aktiv ist.